# Sin noticias de Holanda
Sin noticias de Holanda es el álbum debut del cantante de pop, rock y Flamenco español, Melendi, con el que llegó a vender 400 000 ejemplares. La primera edición del álbum incluía once temas originales, a los que se añadieron varios temas nuevos en reediciones posteriores,Asturias, Moratalá, Trae pa'k esa yerba güena, junto al remix de Mi rumbita pa tus pies y la edición de la vuelta ciclista a España en el 2004 de Con la Luna llena.
El disco "Sin Noticias de Holanda" es el primer disco de este cantautor llamado Ramón Melendi Espina, más conocido como Melendi, producido por Kike Eizaguirre, grabado y mezclado en los estudios Oasis por Iván Domínguez. Este disco fue el que lanzó su carrera artística. "Con la luna llena" fue la canción de la vuelta ciclista.
Este trabajo sirvió para que el artista ovetense obtuviera cuatro discos de platino gracias a los buenos registros de ventas del álbum en España. 

## Lista de canciones del álbum
| N.º | Título                                                                       | Duración |  |
| 1.  | «Mi rumbita pa' tus pies»                                                    | 3:18     |  |
| 2.  | «Desde mi ventana»                                                           | 3:48     |  |
| 3.  | «Sé lo que hicisteis»                                                        | 3:49     |  |
| 4.  | «Sin noticias de Holanda»                                                    | 4:00     |  |
| 5.  | «Un recuerdo que olvidar»                                                    | 2:49     |  |
| 6.  | «Con la luna llena»                                                          | 3:49     |  |
| 7.  | «Hablando en plata»                                                          | 3:06     |  |
| 8.  | «El informe del forense»                                                     | 3:18     |  |
| 9.  | «Vuelvo a traficar»                                                          | 3:48     |  |
| 10. | «Una historia de tantas»                                                     | 4:01     |  |
| 11. | «Contando primaveras»                                                        | 3:12     |  |
| 12. | «Asturias» (Tema extra de Reedición)                                         | 4:09     |  |
| 13. | «Moratalá» (Tema extra de Reedición)                                         | 4:19     |  |
| 14. | «Mi rumbita pa' tus pies (remix)» (Tema extra de Reedición)                  | 3:49     |  |
| 15. | «Con la luna llena (edición vuelta a España 2004)» (Tema extra de Reedición) | 3:20     |  |
| 16. | «Trae pa' k esa yerba güena» (Tema extra de Reedición)                       | 3:43     |  |

## Ventas y certificaciones
| País   | Proveedor  | Año  | Certificación | Copias certificadas |
| Europa |            |      |               |                     |
| España | Promusicae | 2003 | 2 Platino     | 400.000             |